# ホワイトリスト
ホワイトリスト（英語: whitelist）とは、警戒する必要のない対象の一覧表のこと。対義語はブラックリスト。人種などの差別的な表現となる可能性（黒色が悪い・白色が良いという表現）を避けて、セーフリスト（英語: safelist）とも呼ばれる。

## 概要
取引や通信、その他サービスの提供などを行う際、サービスを提供してよい相手か否かを判断する方法には大きく分けて2つの方法がある。
基本的にすべての相手に対してサービスを提供するが、特定の相手に対してはサービスを拒否したり制限するものがAllowDeny方式であり、サービスを拒否する相手の一覧を記したものがブラックリストである。金融機関の与信事故情報、警察の保有する指定暴力団構成員リスト、商店や企業等においては出入り禁止（通称：出禁）もこの一種である。
それとは逆に、すべての相手に対してサービスを拒否しておいて、特定の相手に対してのみサービスを提供するものが、DenyAllow方式であり、サービスを提供する相手の一覧を記したものがホワイトリストである。商店や企業における上得意客リストや、国家間のホワイト国リスト、個人的な信頼関係に基づく特別待遇（いわゆる「顔パス」）もこの一種である。
サービスを拒否する相手よりも、許可する相手のほうが少ない時に有効な方法である。

## 危険性
ホワイトリストに指定した対象は、それ以外の対象と比較して特権を得ることになる。そのため、リストへの指定時には、リストへ指定する根拠が明確でなければ、サービス提供をしてはいけない相手に特権を与えることになってしまい、情報セキュリティや安全保障を目的にしたリストの場合は特に危険である。
また、一度ホワイトリストに指定した対象であっても、適宜再評価をしなければならない。警戒すべき対象が１件でもホワイトリストに指定されていれば、ホワイトリストに指定されている対象すべてを警戒しなければならなくなり、ホワイトリストの存在が意味を成さなくなるからである。ホワイトリストに指定されていることを根拠に自動的にアクセス許可を行う情報システムなどの場合、脆弱性に直結する。

## 使用例

### インターネット
例えば、青少年にインターネットを扱わせる場合、青少年に見せても安全なページだけを登録しておき、それ以外のページにはアクセスできないようにすると安全である。このとき、青少年に見せても安全なページのリストアップが「ホワイトリスト」にあたり、青少年に見せても安全なページ（ホワイトリスト）にしかアクセスできないようにする方法は「ホワイトリスト方式」と呼ばれる。
日本の携帯電話においては、電気通信事業者が認めた公式ウェブサイトであり、かつ限定したカテゴリーに属するウェブサイトのみアクセスできる方式を「ホワイトリスト方式」としている。したがって、非公式サイトはホワイトリストからは排除されている。なお、総務省の「インターネット上の違法・有害情報への対応に関する検討会」中間とりまとめでは「13 歳未満の小学生が利用する携帯電話のフィルタリングサービスとして推奨することは可能だが、18歳未満の青少年一般に推奨するには不適当であろう。」と結論付けており、その性格を明らかにするため「携帯事業者提供リスト方式」と呼ぶことがふさわしいとしている。

### メール・電話
電話や電子メールにおいては、着信・受信を許可する対象が「ホワイトリスト」と呼ばれる。

### 貿易管理
大量破壊兵器に製造につながりかねない戦略物資の取引を管理する貿易管理においては、同盟国など信頼できる相手国に対して優遇措置を与えることがあり、日本の貿易管理においては通称してホワイト国と呼ばれる。